# بين هيبرت
بين هيبرت هو لاعب كرلنغ كندي، ولد في 16 مارس 1983 في ريجاينا في كندا.

## وصلات خارجية
- بين هيبرت على موقع الاتحاد الدولي للكرلنغ (الإنجليزية)
- بين هيبرت على موقع أوليمبيديا (الإنجليزية)